# Темплин
Темплин (њем. Templin) град је у њемачкој савезној држави Бранденбург. Једно је од 34 општинска средишта округа Укермарк. Према процјени из 2010. у граду је живјело 16.645 становника. Посједује регионалну шифру (AGS) 12073572.

## Географски и демографски подаци
Темплин се налази у савезној држави Бранденбург у округу Укермарк. Град се налази на надморској висини од 60 метара. Површина општине износи 377,0 km². У самом граду је, према процјени из 2010. године, живјело 16.645 становника. Просјечна густина становништва износи 44 становника/km².